# جاك دانيال (رجل أعمال)
جاك دانيال (بالإنجليزية: Jack Daniel)‏ هو شخصية أعمال أمريكي، ولد في 5 سبتمبر 1850 في لينشبورغ في الولايات المتحدة، وتوفي بنفس المكان في 10 أكتوبر 1911 بسبب إنتان.

## وصلات خارجية
- الموقع الرسمي
- جاك دانيال على موقع إن إن دي بي (الإنجليزية)